# 元江府
元江府，元朝时设置的府。
至元二年（1265年）在罗盘部设立元江府，至元二十五年（1288年）改设元江路。明朝洪武十五年（1382年）改设元江府，府治所在奉化州（今云南省元江哈尼族彝族傣族自治县），管理奉化州、恭顺州（今云南省墨江哈尼族自治县）。清朝乾隆三十五年（1770年）改设元江直隶州，民国2年（1913年）元江州改设元江县。

## 外部連結
[在维基数据编辑]
 《欽定古今圖書集成·方輿彙編·職方典·元江府部》，出自陈梦雷《古今圖書集成》